# 라디오 텔레비전 기니
라디오 텔레비전 기니(프랑스어: Radio télévision guinéenne, 약칭 RTG)는 기니의 국영 방송이다. RTG는 수도 코나크리에 본사를 두고 있다.

## 사건 사고

### 제트기 충돌
2007년, 코나크리에서 출발한 기니 공군 MiG-21 제트기가 RTG 본사에 충돌하였다. 다행히 러시아인 조종사는 탈출하였고 사상자는 없다.

### 쿠데타 발표
2021년 9월 5일, 기니에서 쿠데타가 발생하였고, 당시 주도자였던 마마디 둠부야 대령은 RTG에 출연하여 "정부와 산하 기관은 해체되며, 헌법은 무효화되었으며 기니의 육상 및 항공 국경을 전부 최소한 7일간 폐쇄할 것"이라고 발표하였다. 둠부야는 이날 방송에서 "국가화해발전위원회(프랑스어: Comité national du rassemblement et du développement)가 18개월간 과도정부가 기니를 통치할 것"이라고 발표했다.
1. ↑  Ngueyap, Romuald. “Liaisons aériennes suspendues, frontières fermées : la Guinée Conakry s’isole à nouveau”. 《Agence Ecofin》 (프랑스어). 2021년 9월 6일에 확인함.
2. ↑  “Guinea: A faction of the military announces suspension of government in an apparent military coup, Sept. 5; the situation remains uncertain /update 3”. 《GardaWorld》 (영어). 2021년 9월 5일에 원본 문서에서 보존된 문서. 2021년 9월 5일에 확인함.